# Безовє-над-Зречами
Безовє-над-Зречами (словен. Bezovje nad Zrečami) — поселення в общині Зрече, Савинський регіон, Словенія. 
Висота над рівнем моря: 575,8 м.